# Dysk rozproszony

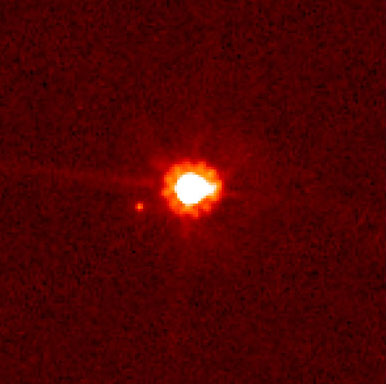
Eris, największy znany obiekt dysku rozproszonego, oraz jej księżyc Dysnomia

Dysk rozproszony – region Układu Słonecznego rozciągający się za orbitą Neptuna, sięgający ponad 100 j.a. od Słońca oraz ponad 40° powyżej i poniżej ekliptyki. W obszarze tym krąży wiele małych ciał po orbitach o dużej ekscentryczności i inklinacji. Są to jedne z najdalszych i najzimniejszych obiektów w Układzie Słonecznym. Ich orbity przypuszczalnie są wynikiem grawitacyjnego „rozproszenia” wywołanego przez gazowe olbrzymy. Orbity te wciąż ulegają perturbacjom wywoływanym przez Neptuna. 
Wewnętrzny obszar dysku rozproszonego pokrywa się z Pasem Kuipera i w literaturze naukowej rozróżnienie między obiektami dysku rozproszonego a obiektami Pasa Kuipera jest często niedokładne. Niektórzy astronomowie rozszerzają definicję Pasa Kuipera tak, aby obejmowała również dysk rozproszony. W tym artykule ten ostatni jest traktowany jako osobne pojęcie.
Ze względu na jego niestabilność dysk rozproszony uważa się za główne źródło większości komet okresowych. Centaury, planetoidy krążące między orbitami Jowisza i Neptuna, są uważane za stadium przejściowe w migracji obiektów z dysku rozproszonego do wewnętrznych rejonów Układu Słonecznego. Zaburzenia wywołane przez grawitację gazowych olbrzymów w końcu wysyłają takie ciała albo w kierunku Słońca, albo na bardzo dalekie orbity do Obłoku Oorta.

## Historia odkrycia
Do 1992 roku Pluton był jedynym znanym obiektem w Układzie Słonecznym krążącym za orbitą Neptuna. Astronomowie podejrzewali jednak, że stanowi on część większego zbioru obiektów, określanego jako Pas Kuipera. W latach 80. XX wieku zastosowanie w teleskopach matryc CCD oraz komputerów do analizy obrazu umożliwiło znacznie efektywniejsze przeczesywanie nieba w poszukiwaniu nowych obiektów. Wywołało to lawinę nowych odkryć. W latach 1992–2006 odkryto ponad 1000 obiektów transneptunowych.
Znaczna większość tych obiektów krąży w przybliżeniu w płaszczyźnie ekliptyki, po w przybliżeniu kołowych orbitach. Było to zgodne z przewidywaną strukturą Pasa Kuipera. Wśród obserwowanych obiektów znalazły się jednak również takie, których orbity są bardzo wydłużone i nachylone do ekliptyki pod dużym kątem. Pierwszym obiektem zidentyfikowanym jako wyróżniający się w ten sposób był odkryty w 1996 roku (15874) 1996 TL66, krążący między 35 a 132 j.a. od Słońca. Kolejne trzy zostały znalezione w 1999 roku: 1999 CV118, 1999 CY118 i 1999 CF119. Stopniowo astronomowie zaczęli zaliczać te obiekty do osobnej grupy. Obszar pokrywany przez te orbity, rozciągający się o wiele dalej od Słońca i dalej od ekliptyki niż przewidywany obszar Pasa Kuipera, nazwano dyskiem rozproszonym. Obecnie za pierwszy odkryty obiekt dysku rozproszonego uważa się (48639) 1995 TL8 odkryty w 1995 roku w programie Spacewatch.
Obecnie znanych jest ponad 300 obiektów dysku rozproszonego. Największy z nich, Eris, o masie zbliżonej do Plutona, jest dziesiątym najmasywniejszym obiektem krążącym wokół Słońca (po ośmiu planetach i Plutonie). Choć liczba ciał w dysku rozproszonym jest podobna do liczby ciał w Pasie Kuipera, ich większa odległość od Słońca oraz nachylenie orbit do ekliptyki sprawia, że są one rzadziej obserwowane.

## Podział przestrzeni za orbitą Neptuna

Znane obiekty dysku rozproszonego (niebieskie), cubewano (szare) oraz obiekty rezonansowe (zielone). Ekscentryczność orbit zaznaczona jest przez poziome linie, sięgające od peryhelium do aphelium. Inklinacja zaznaczona jest przez położenie na osi Y

Ekscentryczność i inklinacja obiektów z dysku rozproszonego w porównaniu z obiektami w rezonansie orbitalnym z Neptunem oraz klasycznymi obiektami Pasa Kuipera

Znane obiekty transneptunowe zwykle dzieli się na dwie grupy: obiekty Pasa Kuipera oraz obiekty dysku rozproszonego. Trzecia grupa, obiekty Obłoku Oorta, dotychczas nie została zaobserwowana. W ostatnich latach astronomowie zaczęli wprowadzać czwartą grupę, pomiędzy dyskiem rozproszonym a Obłokiem Oorta, tzw. obiekty odłączone.

### Dysk rozproszony a Pas Kuipera
Pas Kuipera to obszar przestrzeni o kształcie stosunkowo grubego torusa, rozciągającego się między 30 a 50 j.a. od Słońca. Krążące w nim obiekty można podzielić na dwie główne klasy: obiekty pozostające w rezonansie orbitalnym z Neptunem, utrzymywane przez ten rezonans na ustalonych orbitach, oraz pozostałe obiekty, nazywane cubewano lub obiektami klasycznymi, które nigdy nie zbliżają się do Neptuna na tyle, aby mógł zaburzyć ich orbitę. Obiekty w rezonansie można dodatkowo dzielić na grupy przypisane do konkretnych rezonansów. Przykładowo obiekty w rezonansie 3:2 określane są jako plutonki (ponieważ Pluton był pierwszym z odkrytych obiektów z tej grupy), a obiekty w rezonansie 2:1 określane są jako twotina.
Obiekty Pasa Kuipera nigdy nie zbliżają się za bardzo do Neptuna. W odróżnieniu od nich obiekty dysku rozproszonego mogą zbliżać się do niego na niewielkie odległości, gdy ich przejście przez peryhelium nastąpi w czasie, gdy Neptun będzie w pobliżu.
Ostatnie badania sugerują, że Centaury są obiektami, które w czasie takiego przejścia zostały wyhamowane i weszły na ciaśniejszą orbitę, stając się cis-neptunowymi, zamiast transneptunowymi. Granica pomiędzy dyskiem rozproszonym a Centaurami nie jest ścisła, ponieważ istnieją obiekty, których orbita przecina orbity zarówno Neptuna jak i Urana. Przykładem takiego obiektu jest (29981) 1999 TD10, którego peryhelium znajduje się 12,3 j.a. od Słońca, a aphelium 182 j.a. od Słońca. Minor Planet Center (MPC), zajmujący się katalogowaniem obiektów transneptunowych, obecnie traktuje Centaury i obiekty dysku rozproszonego jako jedną grupę.
Z drugiej strony MPC wprowadza rozróżnienie pomiędzy obiektami Pasa Kuipera, na stabilnych orbitach, a obiektami dysku rozproszonego i Centaurami, których orbity są niestabilne w długiej skali czasowej. Rozróżnienie to nie zawsze jest jednak łatwe i wielu astronomów traktuje dysk rozproszony jako zewnętrzne rejony Pasa Kuipera. Czasem są one określane też jako rozproszone obiekty Pasa Kuipera (SKBO). 
W środowisku naukowym toczy się dyskusja na temat metod klasyfikowania obiektów do Pasa Kuipera i dysku rozproszonego. Morbidelli i Brown stwierdzili, że podstawową różnicą jest fakt, że dla obiektów rozproszonych „półoś wielka ich orbity zmieniła się w wyniku zbliżenia z Neptunem”. Jak zauważają, to rozróżnienie traci jednak sens w skalach czasowych kilku miliardów lat, ponieważ obiekty mogą w tym czasie kilkukrotnie przechodzić przez fazę rozproszenia i uzyskiwania nowego rezonansu z Neptunem. Oznacza to, że obiekty dysku rozproszonego mogą stawać się obiektami Pasa Kuipera i na odwrót. Dlatego uznali, że zamiast dzielić obiekty na dwie grupy należy raczej zdefiniować dwa regiony przestrzeni orbitalnej. Zdefiniowali dysk rozproszony jako zbiór orbit, na których mogą znajdować się obiekty, które choć raz w historii Układu Słonecznego zbliżyły się do Neptuna w zasięg jego strefy Hilla. Pas Kuipera zdefiniowali jako dopełnienie tego zbioru wśród orbit w Układzie Słonecznym o półosi wielkiej wynoszącej ponad 30 j.a.

### Obiekty odłączone

Orbita Sedny (czerwona) w porównaniu do orbit Neptuna (niebieska) i Plutona (fioletowa). Ponieważ Sedna nigdy nie zbliża się do Neptuna na odległość mniejszą niż 30 j.a., jej orbita nie może być wynikiem jego grawitacyjnego oddziaływania

Minor Planet Center klasyfikuje Sednę jako należącą do dysku rozproszonego. Jej odkrywca Michael E. Brown zasugerował jednak, żeby zamiast tego zaliczać ją do wewnętrznego Obłoku Oorta, ponieważ peryhelium jej orbity znajduje się w odległości 76 j.a. od Słońca, o wiele za daleko żeby ulegać grawitacyjnemu wpływowi Neptuna. Przy takiej klasyfikacji, każdy obiekt o peryhelium dalszym niż 40 j.a. powinien zostać zaliczony do obiektów poza dyskiem rozproszonym.
Poza Sedną zidentyfikowano kilka innych obiektów spełniających ten warunek. Wywołało to dyskusję nad wprowadzeniem nowej kategorii obiektów transneptunowych, nazwaną rozszerzonym dyskiem rozproszonym (E-SDO). Ponieważ obiekty te nie są wystarczająco odległe, żeby zaliczać je do Obłoku Oorta, zaczęto zaliczać je do kategorii przejściowej między dyskiem rozproszonym a Obłokiem Oorta. W ostatnich publikacjach określa się je jako obiekty odłączone lub odległe obiekty odłączone (DDO).
Nie ma wyraźnej granicy pomiędzy regionem obiektów rozproszonych i odłączonych. Gomes definiuje obiekty rozproszone jako te, które mają orbity o wysokiej ekscentryczności, peryhelia za orbitą Neptuna i półoś wielką poza rezonansem 1:2. Ta definicja obejmuje również obiekty odłączone. Ponieważ orbity obiektów odłączonych nie mogą być efektem rozproszenia wywołanego przez Neptuna, proponowane są alternatywne mechanizmy, takie jak bliskie przejście innej gwiazdy lub obecność dużej planety na odległej orbicie.
Deep Ecliptic Survey rozróżnia dwie kategorie obiektów: rozproszone-bliskie (klasyczne obiekty SDO) oraz rozproszone-rozszerzone (czyli obiekty odłączone). Obiekty rozproszone-bliskie to te, które znajdują się na orbitach nierezonansowych, nieprzecinających orbity żadnej z planet i których parametr Tisseranda (w odniesieniu do Neptuna) jest mniejszy niż 3. Obiekty rozproszone-rozszerzone to te, dla których ten parametr jest większy niż 3, a ich uśredniona ekscentryczność jest większa niż 0,2.
Alternatywna klasyfikacja została wprowadzona przez Bretta Gladmana, Briana Marsdena i C. Van Laerhovena w roku 2007. Zamiast parametru Tisseranda zbadali oni zmienność orbit obiektów w ciągu ostatnich 10 milionów lat. Do obiektów rozproszonych zaliczyli te, u których półoś wielka orbity zmieniła się w tym czasie o więcej niż 1,5 j.a. Zasugerowali stosowanie terminu obiekty dysku rozpraszającego, aby podkreślić zmienność ich orbit. Obiekty, które nie zaliczają się do tej grupy, ale których ekscentryczność przekracza 0,24, zaliczyli do obiektów odłączonych. Wszystkie obiekty, których półoś wielka przekracza 2000 j.a. zaliczyli do Obłoku Oorta, a obiekty nie pasujące do żadnej z powyższych kategorii do klasycznego Pasa Kuipera.

## Orbity
Dysk rozproszony jest bardzo zmiennym środowiskiem. Krążące w nim obiekty mogą zbliżać się do Neptuna na tyle, żeby zostać przez jego grawitację wysłane na zewnątrz Układu Słonecznego, do Obłoku Oorta, bądź do wewnątrz, stając się kometami jowiszowymi. Dlatego Gladman et al. preferują określenie dysk rozpraszający zamiast dysk rozproszony. W przeciwieństwie do Pasa Kuipera, w którym obiekty mają niskie inklinacje, obiekty dysku rozproszonego mogą krążyć pod kątem nawet 40° do ekliptyki.
Obiekty dysku rozproszonego mają zwykle orbity o półosi wielkiej ponad 50 j.a., ale o peryheliach wystarczająco małych, żeby mogły zbliżać się do Neptuna. Ponieważ Neptun krąży w odległości około 30 j.a. od Słońca, po w przybliżeniu kołowej orbicie, zwykle przyjmuje się, że peryhelium blisko 30 j.a. jest wystarczającym powodem, żeby zaliczyć obiekt do dysku rozproszonego.
Obiekty Pasa Kuipera mają zwykle orbity o niewielkiej inklinacji i ekscentryczności nieprzekraczającej 0,25. Choć obiekty dysku rozproszonego mają bardzo chaotyczne orbity, mogą czasowo synchronizować się z Neptunem. Przykładowe rezonanse takich obiektów to 1:3, 2:7, 3:11, 5:22 i 4:79.

## Powstanie

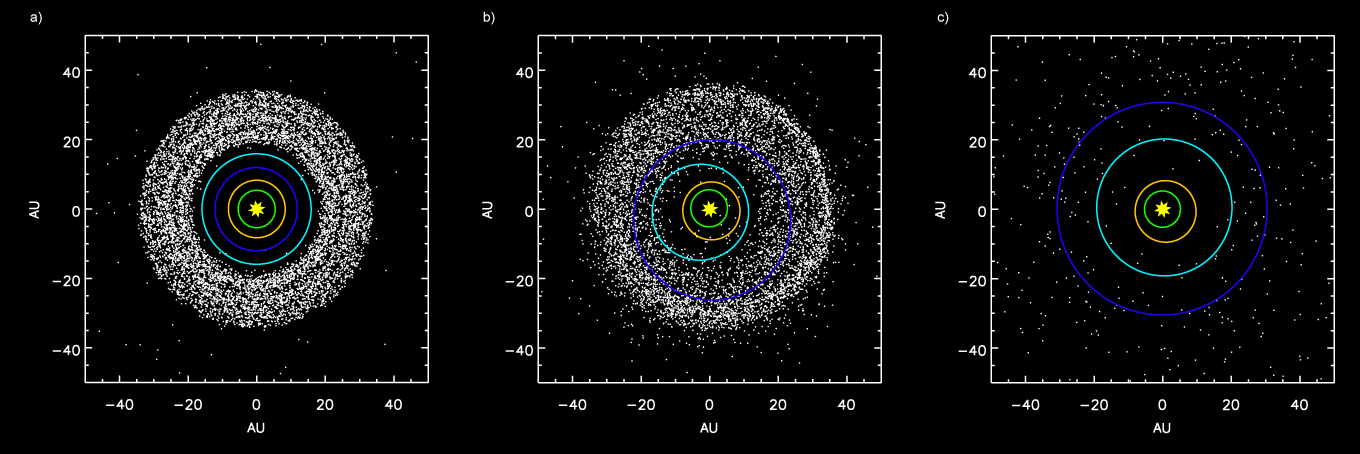
Symulacje planet zewnętrznych i Pasa Kuipera: a) Przed powstaniem rezonansu 2:1 między Jowiszem i Saturnem; b) Rozproszenie obiektów Pasa Kuipera po migracji Neptuna c) Po wyrzuceniu obiektów z Pasa Kuipera przez Jowisza

Powstanie dysku rozproszonego jest wciąż mało zrozumiane. Żaden współczesny model powstania nie wyjaśnia wszystkich jego cech.
Zgodnie z obecną wiedzą dysk rozproszony powstał, gdy obiekty Pasa Kuipera zostały „rozproszone” grawitacyjnie przez zbliżenia z Neptunem i innymi gazowymi olbrzymami. Nie jest jednak znany okres, w którym następowały te zmiany. Według jednych modeli trwało to przez całą historię Układu Słonecznego, według innych nastąpiło stosunkowo szybko, w czasie migracji orbity Neptuna.
Modele ciągłego rozpraszania opierają się na obserwacji, że obiekty mające słabe rezonanse (jak 5:7 lub 8:1) lub będące na granicy silniejszych rezonansów, mogą w ciągu milionów lat ulegać destabilizacji i tracić rezonans. Dodatkowo obiekty na orbitach rezonansowych mogą z nich wypadać na skutek kolizji bądź bliskiego przejścia innych obiektów. W ciągu miliardów lat może powodować to powstanie całego dysku rozproszonych obiektów.
Symulacje komputerowe pokazały jednak możliwość również szybszego powstania dysku rozproszonego. Według współczesnej wiedzy ani Uran, ani Neptun nie mogły powstać na swoich aktualnych orbitach, ponieważ nie było tam wystarczająco dużo pierwotnej materii. Dlatego zakłada się, że te planety, podobnie jak Saturn, początkowo powstały na ciaśniejszych orbitach, ale stopniowo oddaliły się na dalsze, być może przez wymianę momentu pędu z rozpraszanymi obiektami. Kiedy orbity Jowisza i Saturna ustaliły się w rezonansie 2:1 (dwa obiegi Jowisza na jeden obieg Saturna), ich połączony wpływ grawitacyjny wysłał Urana i Neptuna na jeszcze dalsze orbity, w obszar pierwotnego Pasa Kuipera. Zmieniając orbitę, Neptun przechodził blisko wielu małych obiektów, rozpraszając je na dalsze i bardziej ekscentryczne orbity. Według tego modelu, ponad 90% obiektów obecnie znajdujących się w dysku rozproszonym, znalazło się tam w wyniku tego pierwotnego rozpraszania. Oznaczałoby to, że efekt obecnie zachodzącego rozpraszania jest znikomy.

## Skład

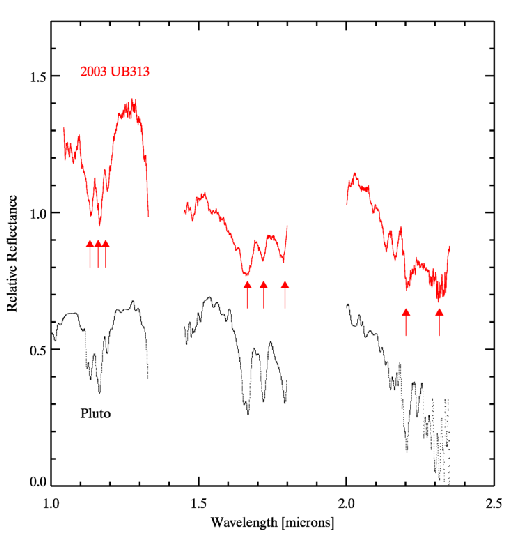
Widma w podczerwieni Plutona oraz Eris. Strzałkami zaznaczono linie absorpcyjne metanu, występujące w obu widmach

Obiekty rozproszone, podobnie jak inne obiekty transneptunowe, mają małe gęstości i składają się głównie z zamrożonych prostych związków, takich jak woda i metan. Analiza widma różnych obiektów rozproszonych i obiektów Pasa Kuipera pokazała, że ich skład jest podobny. Przykładowo widma zarówno Plutona jak i Eris zawierają linie absorpcyjne metanu.
Początkowo astronomowie podejrzewali, że wszystkie obiekty transneptunowe będą miały podobny, czerwonawy kolor powierzchni, ponieważ ich pochodzenie jest podobne i przeszły przez podobne fizyczne przemiany. W szczególności oczekiwano, że wszystkie będą miały na powierzchni związki organiczne powstałe z metanu pod wpływem promieniowania Słońca. Związki takie pochłaniają niebieskie światło, pozostawiając czerwonawy odcień. Większość obiektów Pasa Kuipera ma taki odcień, ale obiekty dysku rozproszonego go zwykle nie posiadają. Ich powierzchnia jest biała lub szara.
Jednym z możliwych powodów jest pojawianie się na ich powierzchni materiału z głębszych warstw, wyrzuconego w trakcie zderzeń z innymi obiektami. Innym, że większa odległość od Słońca umożliwia powstanie gradientu składu, podobnie jak w większych planetach. Michael Brown zasugerował, że jasny odcień Eris może być spowodowany tym, że przy jej obecnej odległości od Słońca metan na jej powierzchni zamarza, tworząc białą warstwę. Pluton, ponieważ krąży bliżej Słońca, jest wystarczająco ciepły, żeby metan zamarzał jedynie na jego biegunach pozostawiając resztę powierzchni odkrytą.

## Komety

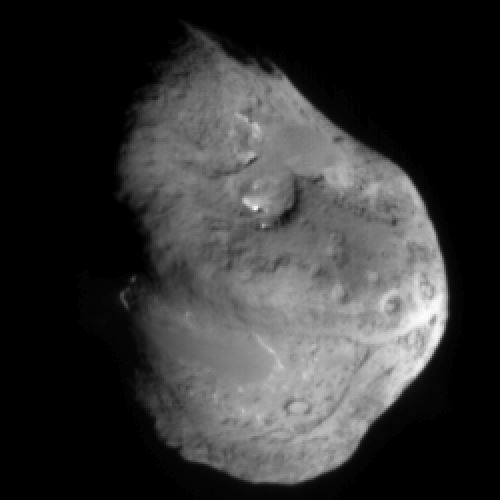
Jowiszowa kometa Tempel 1

Pas Kuipera był pierwotnie uważany za główne źródło komet orbitujących w płaszczyźnie ekliptyki. Jednak jego badania prowadzone od 1992 roku pokazały, że orbity krążących w nim ciał są dosyć stabilne i że te komety pochodzą raczej z bardziej dynamicznego dysku rozproszonego.
Komety można z grubsza podzielić na dwie kategorie: krótko- i długookresowe. Za źródło komet długookresowych uważa się Obłok Oorta. Komety krótkookresowe dzieli się na kolejne dwie kategorie: komety rodziny Jowisza i rodziny Neptuna. Drugą grupę, której przykładem jest kometa Halleya, tworzą obiekty pochodzące z Obłoku Oorta, które zostały wysłane do wewnętrznych rejonów Układu przez grawitację Neptuna. Za źródło komet z pierwszej grupy uważa się dysk rozproszony. Centaury, obiekty krążące pomiędzy orbitami Jowisza i Neptuna, uważa się za przejściowe stadium między obiektami dysku rozproszonego i kometami jowiszowymi.
Istnieje jednak wiele różnic pomiędzy kometami jowiszowymi a obiektami dysku rozproszonego. Mimo że Centaury mają ten sam czerwonawy odcień, ich jądra są zwykle mniej czerwone, co sugeruje że ich skład chemiczny jest zupełnie inny. Możliwym wyjaśnieniem jest wydostawanie się materiału znajdującego się głębiej pod powierzchnią w miarę wzrostu temperatury tych obiektów.